# Neu-Ulm
Neu-Ulm  németországi egyetemváros Baden-Württemberg és Bajorország határán, a Duna partján. A Duna bal oldalán fekszik Neu-Ulm ikervárosa, Ulm, amellyel együtt mintegy 170 ezer lakója van. Neu-Ulm Elchingen, Illerkirchberg, Pfaffenhofen an der Roth, Holzheim (bei Neu-Ulm), Nersingen, Ulm, Senden, Neu-Ulm járás és Neu-Ulm járás községekkel határos.

## Népesség
A település népessége az elmúlt években az alábbi módon változott:
| Lakosok száma | 5268 | 14 866 | 31 660 | 53 504 | 53 888 | 54 969 | 57 237 | 57 727 | 59 814 | 61 780 |
|               | 1875 | 1950   | 1975   | 2010   | 2012   | 2013   | 2015   | 2017   | 2021   | 2023   |

## Városrészek
23 városrész létezik.
| - Breithofen - Burlafingen - Finningen - Gerlenhofen - Harzerhof - Hausen - Häuserhof - Holzschwang | - Jedelhausen - Lindenhof bei Neu-Ulm - Ludwigsfeld - Marbach - Neu-Ulm - Schloss Neubronn - Offenhausen - Pfuhl | - Reutti - Riedhöfe - Schwaighofen - Steinheim - Tiefenbach - Weiler - Werzlen |

## Története
Neu-Ulm új város. 1811-ben vált önálló bajor várossá, amikor Napóleon kettéosztotta Ulmot. A Duna jobb partján levő részt Bajorországhoz, a bal partit Baden-Württemberghez csatolta. A testvér határvárosokat három közúti és egy vasúti híd köti össze.

## Galéria

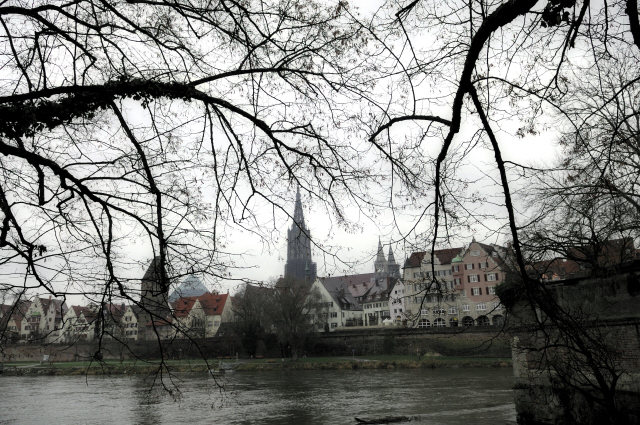
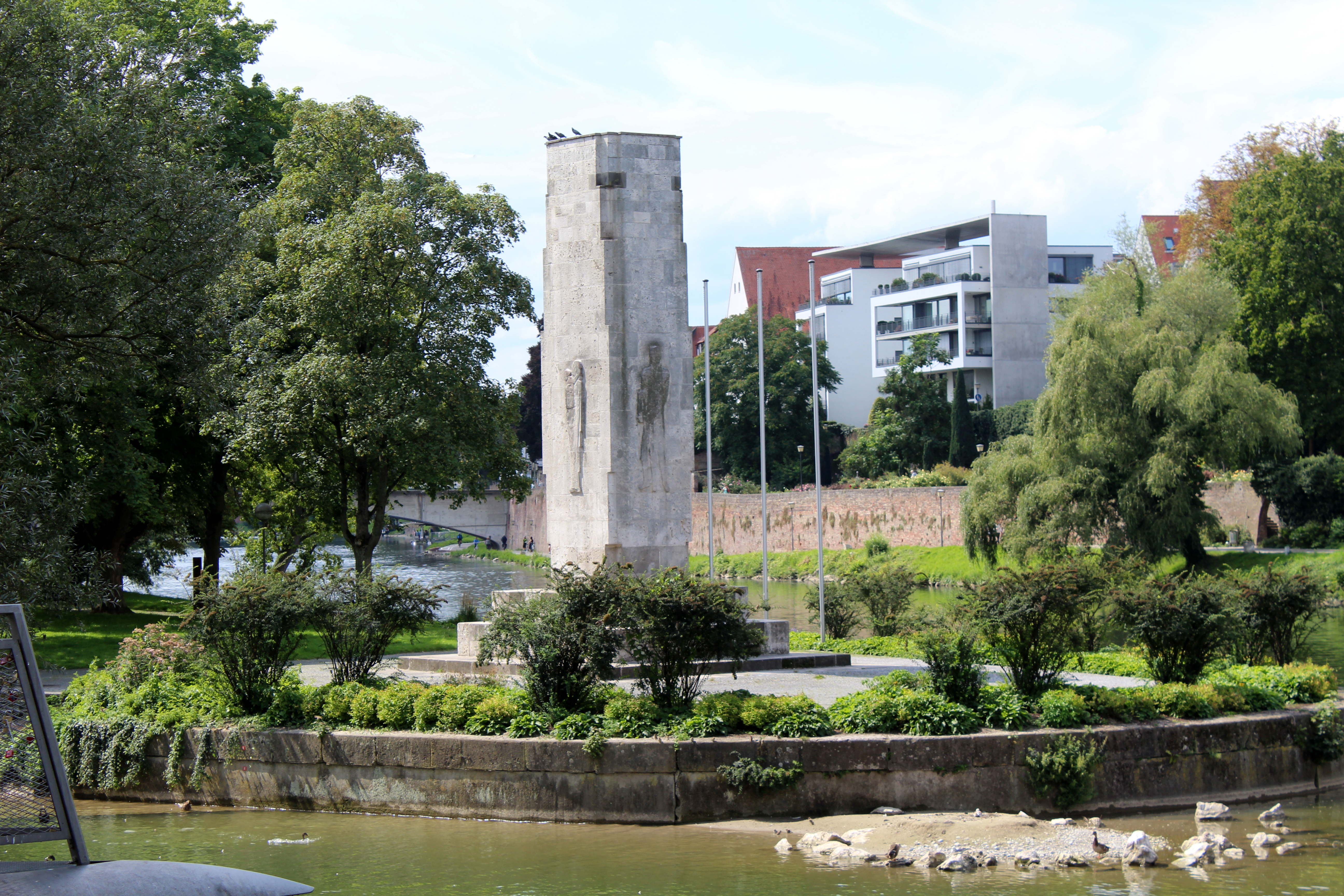
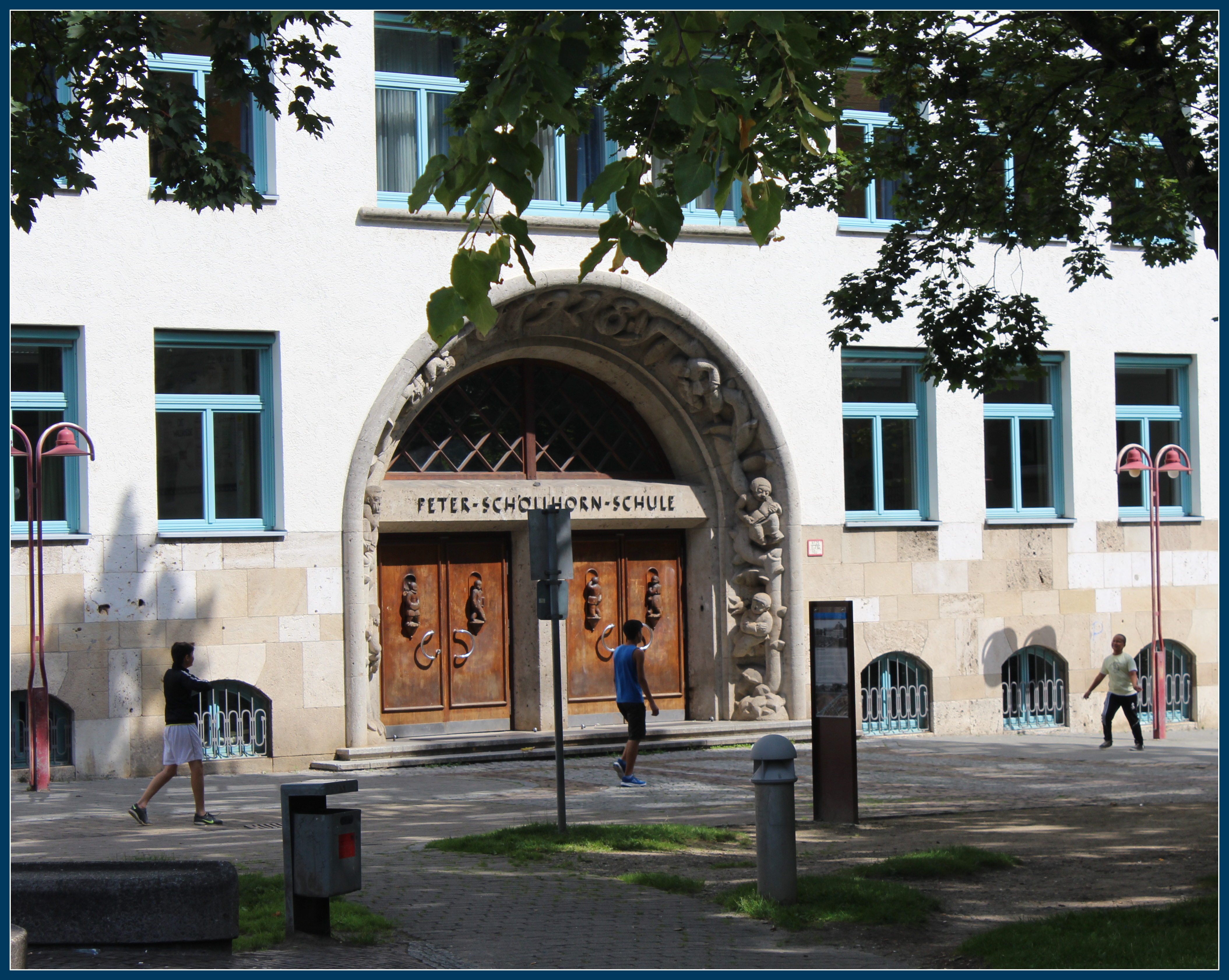

## Nevezetességek
- A településtől 3 km-rel délre fekvő wiblingeni kolostor márványszlopos könyvtárterme és 1783-ban épült, kora klasszicista temploma.

## Fordítás
- Ez a szócikk részben vagy egészben  a   Neu-Ulm című német Wikipédia-szócikk fordításán alapul.  Az eredeti cikk szerkesztőit annak laptörténete sorolja fel. Ez a jelzés csupán a megfogalmazás eredetét és a szerzői jogokat jelzi, nem szolgál a cikkben szereplő információk forrásmegjelöléseként.